# Гадюка Авіцени
Гадюка Авіцени (Cerastes vipera) — отруйна змія з роду Рогата гадюка родини Гадюкові. Інша назва «сахарська піщана гадюка».

## Опис
Загальна довжина сягає 35—50 см. Голова широка, пласка. Тулуб товстий. Не має рогоподібної луски над очима. Бічна луска тулуба дрібна, ребриста й спрямована навскіс униз. Загальне забарвлення піщано-буре з рядками темних плям. Хвіст прикрашений чорними кільцями, кінчик його цілком чорний.

## Спосіб життя
Полюбляє піщані пустелі. Активна вночі. Харчується дрібними ящірками та гризунами.
Використовує для захисту або при полюванні пересування «бічним ходом», «занурювання» у піску і особливий засіб шипіння за допомогою бічних лусочок тулуба.
Отрута досить небезпечна.
Це яйцекладна змія. Самиця відкладає 3—5 яєць.

## Розповсюдження
Мешкає на півночі Африки до Нігеру, Малі та Мавританії. Зустрічається також у Ізраїлі.